# Griechische Toponyme

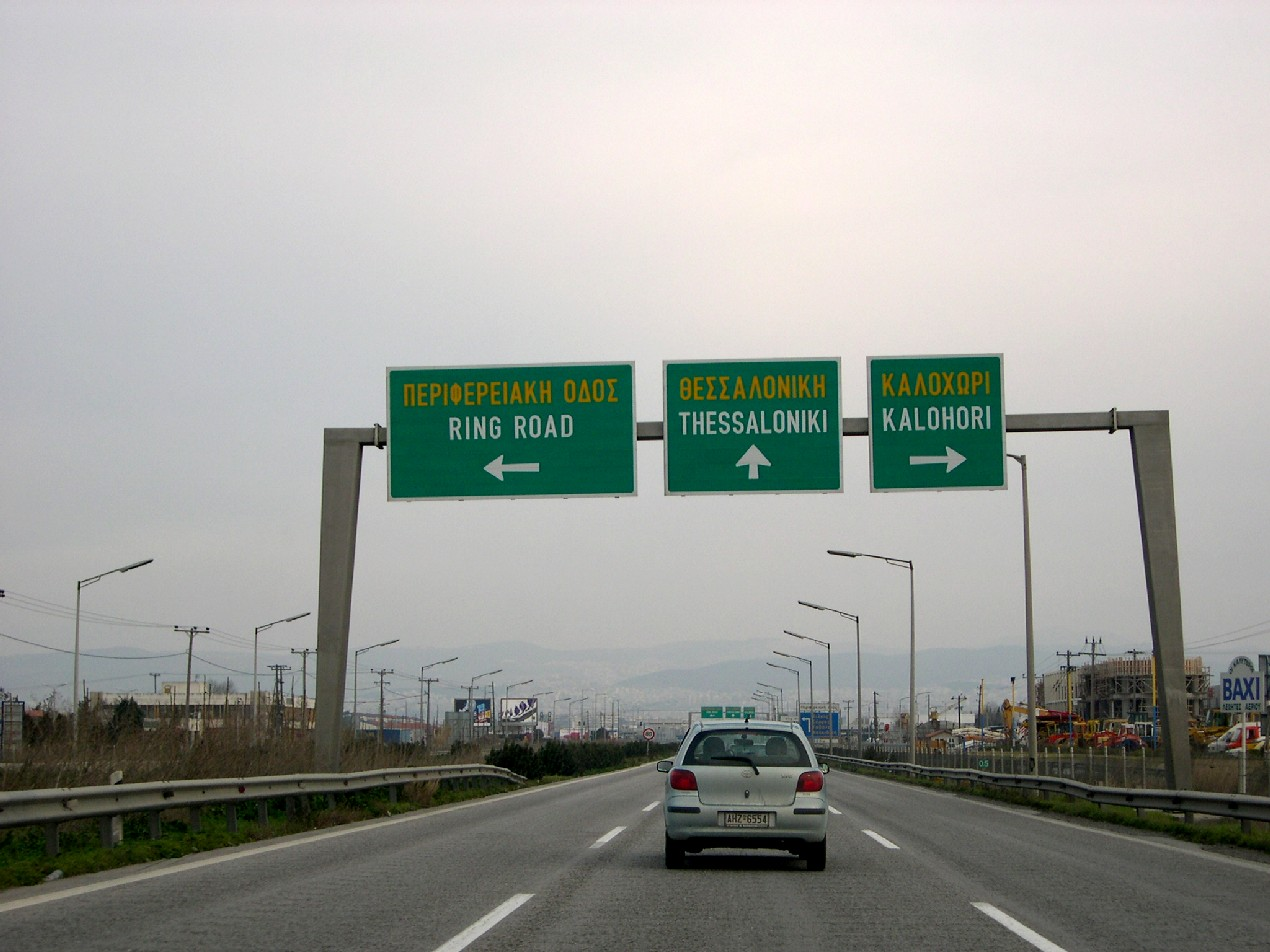
Wegweiser auf der Europastraße 75

Griechische Toponyme, also die Eigennamen von geografischen Objekten im Neugriechischen, weisen einige sprachliche und grammatikalische Besonderheiten auf. Sie haben immer ein grammatisches Geschlecht (Genus) und stehen zum Teil auch im Plural. Sie werden, wie alle griechischen Eigennamen, mit dem bestimmten Artikel dekliniert.

## Etymologie
Ein beträchtlicher Teil der Toponyme für griechische Orte leitet sich aus altgriechischen Namen her. Einige von ihnen lassen sich nicht aus griechischen Wurzeln erklären, sie müssen aus vorgriechischen, möglicherweise nicht indogermanischen Sprachen ins Griechische gelangt sein, die nach dem aus dem Altgriechischen übernommenen Ethnonym Pelasger oft als „pelasgisch“ bezeichnet wurden. Dazu gehören Toponyme wie Korinthos (Κόρινθος, Korinth) oder Parnassós (Παρνασσός, Parnass). Weitere Ursprünge finden sich in den Sprachen am Rande des antiken griechischen Sprachraums, so bei den aus dem Thrakischen stammenden Flussnamen Στρυμόνας (Strymonas) und Άρδας (Ardas).
Viele altgriechische Ortsnamen wurden wie im Falle Athens bis in die Moderne weiter verwendet. Andere antike Städte oder Neugründungen aus der Zeit zwischen Spätantike und der Gründung des modernen griechischen Staats erhielten in Mittelalter und Neuzeit Namen, die aus den Sprachen der Eroberer oder Zuwanderer stammten, und wurden erst nach 1832 regräzisiert.
Auch viele griechische Toponyme existierten nach 1832 in zwei Sprachformen, wobei die Katharevousa-Form bisweilen den Plural erhielt, der in der Volkssprache längst gewichen war (z. B. Ἀθῆναι Athine (f. Pl.) vs. Αθήνα Athina (f. Sg.)).
Die Stadt Iraklio zum Beispiel wurde in antiker Zeit von den Dorern Ἡρακλεία (Hērakleia) genannt, was die weibliche Form des Adjektivs zum Namen des antiken Helden Herakles ist und somit „die Herakleische“ oder „Heraklesstadt“ bedeutet. Nach der Eroberung durch Araber 824 benannten diese den Ort arabisch خندق (Ḫandaq, „Graben“), woraus griechisch Χάνδαξ (Chándax) bzw. Χάνδακας (Chándakas) wurde. Die unter den später herrschenden Venezianern italianisierte Version dieses Namens, Candia übertrug sich auch auf die ganze Insel Kreta. Nach der Eroberung durch die Türken taucht neben der türkischen Form Kania der neugriechische Name Μεγάλο Κάστρο auf (Megálo Kástro „große Burg“; kastron ist vom lateinischen castrum entlehnt). Nach dem Anschluss Kretas an Griechenland 1913 wurde in Anlehnung an den Namen eines römischen Hafens namens Heracleum nahe der antiken Stadt die hochsprachliche Neutrum-Singular-Form Ἡράκλειον (Iraklion) als neuer Name angenommen.
Zu den mittel- und neugriechischen Toponymen zählen besonders die nach Heiligen oder anderen religiösen Begriffen benannten Orte wie Αγία Τριάδα (Agía Triáda, „Heilige Dreifaltigkeit“) oder Παρασκευή (Paraskeví, „Freitag“), aber auch neugriechische Bildungen wie οι Πηγές (i Pigés, „Quellen“) oder τα Παξιμάδια (ta Paximádia, „die Zwiebäcke“).
Toponyme nichtgriechischer Herkunft (besonders albanischen, slawischen und islamischen Ursprungs) wurden, sofern ihre Herkunft nicht verschleiert ist, im modernen Griechenland weitgehend durch griechische ersetzt. Einige Namen  vorwiegend kleiner Orte haben sich erhalten:
- französisch: Γαστούνη (Gastoúni, nach einem fränkischen Baron „Gastogne“); Ανδραβίδα (Andravída, von franz. „Andréville“, „Stadt des André“)
- italienisch: Καβάλα (Kavala, von ital. cavallo, „Pferd“); Σπέτσες (Spetses, von ital. spezie, „Kräuter“)
- slawisch: Γρανίτσα (Granítsa, von slaw. граница granica, „Grenze“); Ζαγορά (Zagorá, von slaw. Загора Zagora, „jenseits der Berge“, „Hinterland“)
- arabisch: Χατζής (Chatzís, von arab. حاجي Haddschi, eigentlich der „Mekka-Pilger“, im christlichen Kontext: „Jerusalem-Pilger“)
- türkisch: Κιλελέρ (Kileler, von türk. göl „See“), Δερβένι (Derveni, von türk. dervent „Engpass“, „Gebirgsübergang“, vergleiche. Derwendschi)

## Namen neu gegründeter Kommunen
Nach dem Bevölkerungsaustausch zwischen Griechenland und der Türkei 1923 gab es zahlreiche Neugründungen mit Ortsnamen aus dem alten Siedlungsgebiet. Sie haben häufig den Zusatz Neos oder Nea („neu“), z. B. Nea Ionia „Neu-Ionien“, Nea Alikarnassos „Neu-Halikarnassos“ oder Neos Kafkasos „Neu-Kaukasus“.
Anlässlich der großen griechischen Gemeindereform von 1997, die als „Programm Ioannis Kapodistrias“ die bis dato 5775 Gemeinden zu 1033 zusammenfasste, und der Kallikratis-Reform 2010, die deren Zahl auf 325 reduzierte, wurden für die neu entstandenen Gemeinden zahlreiche Namen neu geschaffen, die nicht genuin Dorf- oder Städtenamen sind. So tragen heute zahlreiche Gemeindebezirke und Gemeinden die Namen von Landschaften (Oropedio Lasithiou „Lasithi-Hochebene“, Notia Kynouria „Süd-Kynouria“), Bergen (Erymanthos, Agrafa), Flüssen (Geropotamos, Evrotas), antiken Heiligtümern oder Städten im Gemeindegebiet (Asklipiio, „Asklepieion“; Archea Olymbia „Antikes Olympia“) oder berühmten Persönlichkeiten (Nikos Kazantzakis, Aristotelis).

## Diglossie
Für viele griechische Ortsnamen gibt es zwei oder mehr Varianten, die einerseits im Wesentlichen der Umgangs- und heute amtlich festgelegten Standardsprache (englisch Standard Modern Greek) entsprechen, andererseits einer im Sprachgebrauch veralteten, der bis 1976 gültigen ehemaligen Amtssprache Katharevousa, welcher eine historisierende Rechtschreibung und Grammatik zugrunde lag, die aber bis heute insbesondere für Gebietskörperschaften vom zuständigen Innenministerium noch verwendet wird. Meist weichen die Namen nur gering voneinander ab, größtenteils sind nur die Endungen betroffen (z. B. Rethymno ↔ Rethymnon, Kalambaki ↔ Kalambakio ↔ Kalambakion). Die ältere Namensvariante ist häufig in viele Fremdsprachen übernommen worden und daher im internationalen Gebrauch (z. B. im Flugverkehr) üblicher als der heutige neugriechische Name. Auch manche ausländische Reiseführer und Karten richten ihre Transkriptionen immer noch nach der älteren Namensgebung oder nach der Transkription des entsprechenden altgriechischen Namens aus. Obwohl die Abschaffung der Katharevousa als Amtssprache über vier Jahrzehnte her ist, werden die antikisierenden Namen auch in Griechenland selbst noch bei Anlässen verwendet, bei denen man eine besondere Feierlichkeit betonen will. Auch auf alten Verkehrsschildern sind die Katharevousa-Namen noch zu finden, meist noch mit den diakritischen Zeichen der mit der Rechtschreibreform von 1982 abgeschafften polytonischen Orthographie versehen. Während der Gebrauch der altertümelnden Städtenamen meist auf keine Verständnisprobleme in der einheimischen Bevölkerung stößt, werden die früheren amtssprachlichen Namen von Dörfern nicht auf Anhieb verstanden.

## Grammatik
In der neugriechischen Sprache wird das Geschlecht eines Eigen- oder Ortsnamens in fast allen Satzbauvarianten durch den Artikel ausgedrückt, eindeutige Endungsmorpheme sind bei Namen zwar häufig, aber nicht immer gegeben. Für Sätze wie „… ist eine schöne Stadt/Insel“ müssen also Genus und Numerus des Ortsnamens bekannt sein, um den Satz grammatisch richtig sagen zu können.
Manche gleichnamigen Ortsnamen sind nur durch ihr Genus zu unterscheiden, so gibt es in Südkreta ein Dorf „i Myrthios“, in der Inselmitte noch ein gleichnamiges männliches „o Myrthios“. Da also das grammatische Geschlecht nicht in allen Fällen an der Endung des Wortes abgelesen werden kann, müssen es auch Griechen zusammen mit dem Namen auswendig lernen. Dies ist insofern nicht abwegig, als im Griechischen Namen – auch die Eigennamen von Personen – grundsätzlich (außer im direkten Anredefall) immer mit dem dazugehörigen Artikel stehen. Man sagt also nicht „ich gebe Kostas ein Buch“, sondern „ich gebe dem Kostas ein Buch“. Allerdings wird vor allem in der gesprochenen Sprache bei Präpositionalkonstruktionen mit Ortsnamen der Artikel oft weggelassen: πάω Αθήνα („Ich fahr nach Athen“), σήμερα φεύγω για [την] Καβάλα („Heute fahre ich nach Kavala ab“).
Die griechischen Artikel im Nominativ in der Einzahl sind ο, η, το (o, i, to – „der, die, das“), in der Mehrzahl οι, οι, τα (i, i, ta – „die“).

### Griechische Städte und Dörfer

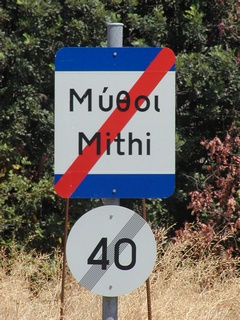
Das Ende „der Mythen“

Das Genus der beiden größten Städte des Landes, Athen und Thessaloniki, ist das Femininum (im Singular), man sagt also auf Griechisch η Αθήνα (i Athína, „die Athen“) und „Είμαι από τη Θεσσαλονίκη“ (Íme apo ti Thessaloníki, „Ich bin aus der Thessaloniki“). Iraklio auf Kreta hingegen ist sächlich: „Μένω στο Ηράκλειο“ (Méno sto Iraklio, „Ich wohne im Iraklio“); Chania, die zweitgrößte Stadt Kretas, ist ein Beispiel für eine Neutrum-Plural-Form: „Πάω στα Χανιά“ (Pao sta Chaniá, „Ich fahre zu den Chanias“).
Alle in der griechischen Sprache möglichen Genera und Numeri kommen bei Ortsnamen vor:
ο Βόλος, ο Πειραιάς (o Volos, o Pireas, mask. Sg.)
οι Δελφοί, οι Παξοί (i Delfi, i Paxi, mask. Pl.)
η Αθήνα, η Θεσσαλονίκη, η Ζάκυνθος (i Athina, i Thessaloniki, i Zakynthos, fem. Sg.)
οι Σέρρες (i Serres, fem. Pl.)
(to Iraklio, to Vathy, n. Sg.)
τα Χανιά (ta Chania, n. Pl.)
Einige im Deutschen oder Englischen gebräuchliche Namen für griechische Städte haben Pluralformen des Altgriechischen oder der Katharevousa, die im heutigen Griechisch geschwunden sind, als Lehnübersetzung behalten, z. B. Patras (fem. Pl.) für altgr. Πάτραι oder englisch Athens (Ἀθῆναι, fem. Pl.).
Gerade bei vielen Namen von Dörfern und kleinen Städten fällt auf, dass sie direkt von einer Örtlichkeits- oder Flurbezeichnung abgeleitet sind, deren grammatisches Geschlecht sie in den meisten Fällen übernommen haben. Im Gegensatz zum Deutschen ist die Wortherkunft der Namen oft transparent: Βρύσες Vrises „Brunnen“, Παλαιόλουτρα Paleoloutra „alte Quelle“, Πλατάνες Platanes „Platanen“, Ιεράπετρα Ierapetra „Heiliger Fels“, Μεγαλόκαμπος Megalokambos „großes Feld“, Δάφνη Dafni „Lorbeer“. Darüber hinaus gibt es sehr viele griechische Toponyme, die aus der Welt des orthodoxen Christentums stammen: Άγιος Βασίλειος Agios Vassilios „St. Basilius“, Άγιοι Ανάργυροι Agii Anargyri (etwa:) „die unentgeltlich wirkenden Heiligen“, Άγιοι Πάντες Agii Pantes „Alle Heiligen“, Προφήτης Ηλίας Profitis Ilias „Prophet Elia“, Παντοκράτορας Pandokratoras „(Christus) Allherrscher“ usw.
Eine orthographische Besonderheit ergibt sich aus der umgangssprachlichen Bezeichnung der Griechen für Istanbul/Konstantinopel, der Kurzform Πόλη (Póli, „Stadt“) von Κωνσταντινούπολη (Konstandinoupoli). Im Griechischen werden Substantive klein geschrieben, Namen aber groß. Da „die Stadt“ aber, wenn es sich auf Istanbul oder Konstantinopel bezieht, Namenscharakter hat, wird es immer groß geschrieben: η Πόλη, „die Stadt schlechthin: Konstantinopel“.

#### Städte außerhalb Griechenlands
Auch außergriechische Ortsnamen werden im Griechischen mit einem grammatischen Geschlecht, viele sogar mit einer griechischen Deklinationsendung versehen und dekliniert, so auch zahlreiche deutsche Städte, deren jeweiliges griechisches Genus meist dem der lateinischen bzw. romanischen Namen entspricht.
- το Βερολίνο (to Verolíno, latein. Berolinum), το Μόναχο (to Mónacho, latein. Monac(hi)um), το Αμβούργο (to Amvoúrgo, latein. Hamburgum), το Ανόβερο (to Anovero):
Berlin, München, Hamburg, Hannover
- η Νυρεμβέργη (i Niremvérgi, latein. Norimberga), η Στουτγάρδη (i Stutgárdi, vergleiche ital. Stoccarda), η Φρανκφούρτη (i Frankfoúrti), η Βρέμη (i Vrémi, latein. Brema):
Nürnberg, Stuttgart, Frankfurt, Bremen.
- Pluralendungen aus romanischen Sprachen werden im Griechischen als Pluralnamen wiedergegeben: οι Κάννες (i Kánnes, „Cannes“), οι Βερσαλλίες (i Versallíes, „Versailles“)
- Viele Städtenamen bleiben unverändert, erhalten also kein genusanzeigendes Endmorphem. Das grammatische Genus dieser Namen ist dann das Neutrum, und sie sind indeklinabel (der Artikel hingegen wird dekliniert): το Βούπερταλ (to Voúpertal, „Wuppertal“), το Πάσσαου (to Pássau), το Πουατιέ (to Pouatié, „Poitiers“). Feminina sind hier Ausnahmen: η Χαϊλμπρόν (i Chailbrón, „Heilbronn“), η Χάναου (i Chánau, „Hanau“), η Καγιέν (i Kagién, „Cayenne“).
- Auch bei indeklinablen Städtenamen weicht die Betonung im Griechischen oft von der im Deutschen ab, und es gibt in manchen Fällen auch konkurrierende Genera: η Νταχάου vs. το Νταχάου („Dachau“, im Deutschen auf der ersten Silbe betont).
- Offensichtlich gibt es außerhalb Griechenlands maskuline Städtenamen nur dann, wenn es sich bei diesen um männliche Personennamen handelt, die ins Griechische übersetzt werden können: Άγιος Μαρίνος (Agios Marinos, San Marino). Doch auch hier gibt es rein phonetische Übertragungen mit neutralem Genus: Σαν Φρανσίσκο (San Fransísko). Alle anderen außergriechischen Städte sind feminin oder neutral.
- Auch manche Städtenamen im Femininum sind Übersetzungen, z. B. Αγία Πετρούπολη (Agía Petroúpoli, „Heilige Petersstadt“ – Sankt Petersburg).

### Griechische Inseln
Inselnamen sind im Griechischen wie das altgriechische Wort νῆσος (nēsos) für „Insel“ in der Regel Feminina, auch wenn die Endung (-ος) der meist maskulinen o-Deklination zugehört:
- Endung -ος: η Ρόδος (Rhodos), η Κος bzw. η Κως (Kos), η Λέσβος (Lesbos), η Σίφνος (Sifnos).
- Endung -α und -η: η Θήρα (Thira), η Κέρκυρα (Kerkyra), η Κρήτη (Kriti), η Σαμοθράκη (Samothraki).
- Pluralform -ες: οι Σπέτσες (f. Pl., Spetses).

Nur in wenigen Ausnahmen sind Inselnamen nicht feminin:
- τα Κύθηρα (n. Pl., Kythira).
- ο Πόρος (m. Sg., Poros, eigentlich „Furt“).
- Inseln mit den Namen von männlichen Heiligen, wie ο Άγιος Ευστράτιος (m. Sg., Agios Efstratios „Heiliger Eustratios“) oder ο Άγιος Μηνάς Φούρνων (Agios Minas, Heiliger Minas bei Fourni).
- weitere kleinere bewohnte Inseln im maskulinen Genus, wie ο Σκορπιός (Skorpios), ο Κάλαμος (Kalamos), ο Δοκός (Dokos), sowie einige maskuline unbewohnte, wie ο Πάτροκλος (Patroklos) oder ο Κίναρος (Kinaros).
- zahlreiche sehr kleine Inseln, die auf -νήσι (n. Sg.) oder -νήσια (n. Pl.) enden, z. B. τα γλαρονήσια (ta glaronisia, „die Möweninseln“).

#### Inseln außerhalb Griechenlands
Inseln außerhalb Griechenlands haben ebenfalls meist feminine Namen, jedoch nicht auf -ος. Sie tragen die Endungen -α und -η: Σικελία (Sizilien), Βρετανία (Britannien), Νέα Ζηλανδία (Neuseeland), Κορσική (Korsika), Μαδαγασκάρη (Madagaskar).

Inselgruppen werden folglich im Femininum Plural mit der Endung -ες dekliniert: οι Κομόρες (Komoren), οι Σεϋχέλλες (Seychellen), οι Φιλιππίνες (Philippinen).
Ausnahmen gibt es auch hier wiederum nur bei Inselnamen, die männlichen Vornamen entsprechen (Μαυρίκιος „Mauritius“, Άγιος Θωμάς „São Tomé“) sowie bei kleinen, in Griechenland weitgehend unbekannten Inseln, die meist neutral und indeklinabel sind (το Μάιναου, „Mainau“).

### Ländernamen
Auch Ländernamen im Griechischen haben – wie im Deutschen der Sudan, die Schweiz – ein bestimmtes grammatisches Geschlecht, Pluralformen ergeben sich aus einigen Selbstbezeichnungen der Staaten (οι Κάτω Χώρες i Káto Chóres, f. Pl. – „die Niederlande“; οι Ενωμένες Πολιτείες της Αμερικής – „die Vereinigten Staaten von Amerika“).
Viele Namen von Ländern bzw. Staaten tragen die Endung -ία und sind feminin (η Ιταλία i Italía, „Italien“; η Γερμανία i Germanía, „Deutschland“; η Γαλλία i Gallía, „Frankreich“), doch gibt es auch maskuline (ο Καναδάς o Kanadás, „Kanada“) und neutrale Formen (το Ιράν to Irán).